# Marc Mateu
Marc Mateu Sanjuán (Càrcer, provincia de Valencia, 16 de junio de 1990) es un futbolista español que juega de defensa en el C. D. Tenerife de la Primera Federación.

## Trayectoria
Formado en las categorías inferiores del Levante U. D., durante la temporada 2008-09, siendo aún juvenil, fue convocado en varias ocasiones por el entrenador Luis García Plaza con el primer equipo. Debutó en Segunda División el 20 de diciembre de 2008. Durante esta temporada juega un total de tres partidos con el primer equipo. Al finalizar la temporada, firmó un contrato con el Levante por tres temporadas. Hizo la pretemporada con el primer equipo y, aunque la temporada 2009-10 tuvo ficha en el segundo equipo, fue presentado con la primera plantilla. Esa temporada el equipo granota consigue el ascenso a Primera División, compaginando el primer equipo y el filial. 
El verano de 2010, tras las incorporaciones de Sergio González y Xavi Torres y la previsible falta de oportunidades en Primera División, el club anunció la ampliación de su contrato un año más y su cesión al Real Unión Club para la temporada 2010-11. En enero de 2011 rescindió con el club irundarra y se marchó cedido al C. D. Badajoz lo que restaba de temporada.
En la 2011-12, después de las dos cesiones de la 2010-11, el 31 de enero llegó cedido al Real Zaragoza "B" ayudando al equipo a mantener la categoría. A final de temporada rescindió su contrato con el Levante U. D. para seguir vinculado al Real Zaragoza, ya en propiedad del club, donde tendría ficha para su filial.
En la temporada 2015-16 pasó a jugar en el C. D. Numancia de la Segunda División. En la temporada 2017-18 estuvo a punto de conseguir el ascenso con el equipo numantino.
El 23 de agosto de 2020 firmó por el Club Deportivo Castellón de la Segunda División por dos temporadas, tras jugar durante cinco temporadas en el C. D. Numancia con el que había disputado 184 partidos en la categoría. Tras un año en el club castellonense, en junio de 2021 recaló en la S. D. Huesca, equipo en el que estuvo un par de campañas antes de fichar por el C. D. Eldense en julio de 2023.
Tras el descenso del conjunto de Elda a Primera Federación, el 9 de junio de 2025, el Club Deportivo Tenerife lo anunció como su primera incorporación estival.

## Clubes
| Club                       | País   | Temporada | Liga PJ (G) | Copa PJ (G) |
| -------------------------- | ------ | --------- | ----------- | ----------- |
| Levante U. D.              | España | 2008-09   | 3 (0)       | 0 (0)       |
| Levante U. D. "B"          | España | 2009-10   | 28 (2)      | -           |
| Levante U. D.              | España | 2009-10   | 9 (0)       | 1 (0)       |
| Real Unión (cedido)        | España | 2010-11   | 8 (1)       | 3 (0)       |
| C. D. Badajoz (cedido)     | España | 2010-11   | 9 (0)       | 0 (0)       |
| Levante U. D.              | España | 2011-12   | 0 (0)       | 0 (0)       |
| Real Zaragoza "B" (cedido) | España | 2011-12   | 15 (0)      | -           |
| Real Zaragoza "B"          | España | 2012-13   | 34 (4)      | -           |
| Villareal C. F. "B"        | España | 2014-15   | 30 (2)      | -           |
| C. D. Numancia             | España | 2015-2020 | 184 (8)     | -           |
| C. D. Castellón            | España | 2020-2021 |             |             |
| S. D. Huesca               | España | 2021-2023 |             |             |
| C. D. Eldense              | España | 2023-2025 |             |             |
| C. D. Tenerife             | España | 2025-     |             |             |